# Dualis
De dualis (ook wel het tweevoud) is een vorm van naamwoorden of voornaamwoorden die naar zaken verwijzen die in tweetallen of paarsgewijs voorkomen, of van daarmee congruerende woorden en woordgroepen. Het Nederlands kent geen dualis, tweevoud wordt in die taal niet van meervoud onderscheiden.

## Voorkomen
In veel oude Indo-Europese talen, zoals het Oudgrieks (tot in de Klassieke periode) en in de Keltische talen, komt de dualisvorm voor, maar ook in Semitische talen, zoals het Hebreeuws en het Arabisch, is de dualis een systematisch verschijnsel.
Woorden die bijna altijd paarsgewijs voorkomen zoals namen van lichaamsdelen (oog, oor, been, arm), hebben in deze talen naast het gewone meervoud ook een dualisvorm. In het Sanskriet wordt de dualis algemeen toegepast, niet enkel in voorwerpen die normaal per paar voorkomen, zoals handen, maar altijd als het object in tweevoud voorkomt, zoals twee kinderen.
In de Slavische talen wordt de dualis nog normaal gebruikt in het Sloveens en het Sorbisch. In veel andere Slavische talen zijn oude dualisvormen in enkele woorden bewaard gebleven als versteende uitgangen, of heeft de dualis geleid tot bepaalde eigenaardigheden in het verbuigingssysteem.
De dualis komt ook bij de Fins-Oegrische talen Chantisch (Ostjaaks), Mansisch (Wogoels) en Samisch voor, alsook bij de Samojeedse talen.

## Dualis in het Germaans
Ook alle oude Germaanse talen, zoals het Oudnoords, Oudengels en het Gotisch, hadden een dualisvorm, maar deze was beperkt tot de eerste en tweede persoon. Het Gotisch neemt hierbij een bijzondere plaats in omdat daar ook de werkwoordsvormen van de dualis nog bewaard zijn. In de andere oude Germaanse talen werd alleen van de persoonlijke voornaamwoorden nog de dualis gebruikt, in combinatie met de gewone meervoudsvorm van het werkwoord.
In sommige Germaanse talen zijn nog overblijfselen van de oude dualisvorm bewaard gebleven. Het Noord-Fries heeft nog tot in de moderne tijd de dualisvorm van het persoonlijk voornaamwoord in de 1e/2e persoon behouden. Als illustratie:
- Ik ban en moon. (ik ben een man)
- Wat san mååns. (wij tweeën zijn mannen)
- We san mååns. (wij – drie of meer – zijn mannen)

In het IJslands kende men lange tijd een dualisvorm, die tegenwoordig ook als meervoudsvorm wordt gebruikt. De oude meervoudsvorm is uit normaal gebruik verdwenen en komt nu nog slechts in vaste uitdrukkingen voor. Iets dergelijks is ook gebeurd in het Beiers: de dualis-objectvorm enk (jullie twee) heeft de meervoudsvorm euch uit het standaard-Duits vervangen.